# Non stop road/明日への帰り道
「Non stop road／明日への帰り道」（ノン・ストップ・ロード／あしたへのかえりみち）は、スフィアの10枚目のシングル。2012年4月25日にGloryHeavenから発売された。

## 概要
前作「HIGH POWERED」から半年ぶりのリリースであり、2012年1作目のシングル。「風をあつめて／Brave my heart」以来、7作（約2年半）ぶりの両A面シングルとしての発売となる。従来の初回限定盤、通常盤に加え、今作は夏色盤を含めた3種でのリリース。
2曲ともスフィアの4人全員がメインキャストを務めるテレビアニメ『夏色キセキ』の主題歌に起用されており、「Non stop road」がオープニングテーマ、「明日への帰り道」がエンディングテーマとなる。

## チャート成績
2012年5月7日付のオリコンシングル週間ランキングで6位を獲得、初動売上は2.1万枚を売り上げ、自己最高位を記録した。今までの自己最高位である「HIGH POWERED」の7位を更新した。また、デイリーランキングではSMAPの「さかさまの空」に次いで2位を記録している。2012年4月27日のミュージックステーションでは8位、2012年5月5日のCDTVで5位を記録した。

## 批評
CDジャーナルは、Non stop roadを「爽快なメロディとポジティブな歌詞のポップ・チューン」、hotexpressの杉岡祐樹は「キャッチーなメロディがきらめく歯切れ良いアッパーチューン」と評した。また、明日への帰り道については、CDジャーナルが「しっとりとした切ないバラード」、hotexpressが「切なさのある世界観を丁寧に紡いでいる。」と評した。

## 収録曲
1. Non stop road [4:39]
作詞：畑亜貴、作曲：江並哲志、編曲：虹音
テレビアニメ『夏色キセキ』オープニングテーマ
青春のきらめきの様な爽やかさがあり、空を飛ぶ感覚でスピード感があってドキドキする楽曲[4]。
PVで使用されているバスは実際に走行可能なバスで、ベッドやキッチンを入れる等シーン毎に内観を変える試みをしている[5]。
衣装は寿の普段着に近いアメカジ風の衣装となっているが[6]、今までのシングルやアルバム、ライブで使用された衣装も登場している[7]。
映画を見るシーンは、何も映っていないため、スタッフが怖い話と面白い話と感動する話を語った[8]。また、運転するシーンは全員無免許のため、ハンドルを逆の方向に傾けている[7]。
2. 明日への帰り道 [4:33]
作詞：こだまさおり、作曲：町田紀彦、編曲：増田武史
テレビアニメ『夏色キセキ』エンディングテーマ
青春時代の夕暮れを歌ったバラードソング[4]。
戸松は学生時代を、寿は楽譜に書いた知人の名前をイメージしてレコーディングしたという[4]。
3. Non stop road（Off Vocal）
4. 明日への帰り道（Off Vocal）

DVD（初回限定盤のみ）
1. Non stop road（Music Clip）